# Єжеленко Мирослава Олександрівна
Мирослава Єжеленко (нар. 22 травня 1948 м. Вижниця) — українська співачка та хореографка, зірка української естради в радянські часи. Солістка ВІА «Смерічка» (1972–1973).

## Біографія
Народилася у буковинському містечку Вижниця у родині колишніх громадян Румунії.
Брала участь у художній самодіяльності, потрапила в коло молодих естрадних співаків Буковини. 1972 року стала членкинею гурту «Смерічка». У ньому стала першою виконавицею пісні Володимира Івасюка «Водограй» — у дуеті з Назарієм Яремчуком (1972). Демонстрація виступу на всесоюзному телебаченні принесла Єжеленко миттєву славу. 
Закінчила Липецький педагогічний інститут (факультет іноземних мов), від 1973 року — на педагогічній роботі.
Одна з ведучих першого пісенного конкурсу «Червона Рута» (разом із Василем Ілащуком) у 1989 році. Займалася викладацькою роботою, зокрема, очолювала ансамбль народного танцю «Горицвіт» (м. Вижниця, 2004).
Постійно живе у рідному місті, де мешкають і її колеги по гурту «Смерічка» — Раїса Хотимська, Лідія Шевченко, Ганна Буриленко. Після встановлення режиму Януковича (2010) зближується із представниками Партії регіонів. Брала участь в організації пісенного конкурсу в місті Вижниця під патронатом цієї політичної сили.

## Нагороди
Лауреатка Всесоюзного конкурсу «Алло, мы ищем таланты!» (1972), Всесоюзного телеконкурсу «Песня −72».

## Родина
Син — Олександр Фортадо (справжнє ім'я Никоряк Олександр Дмитрович), російськомовний поп-співак. Близький друг сина Президента Віктора Ющенка — Андрія. Син Єжеленко одружений із онучкою заступника Партії Регіонів Володимира Рибака. З 20 серпня 2014 за розпорядженням мера Києва Віталія Кличко Олександра Никоряка призначено виконувачем обов'язків керівника Управління з охорони культурної спадщини міста Києва.